# Hans Gabriel (Politiker)
Hans Gabriel (* 27. Juni 1887 in Eslohe; † 4. Juli 1972 ebenda) war ein deutscher Kommunalpolitiker und ehrenamtlicher Landrat (CDU).

## Leben und Beruf
Nach dem Schulbesuch war Gabriel als Landwirt und Fabrikant tätig. Er war verheiratet.
Vom 14. Februar 1946 bis zum 6. April 1961 war er Mitglied des Kreistages des Landkreises Meschede. Vom 14. November 1946 bis 6. April 1961 war Gabriel Landrat des Kreises Meschede. 1946 war Mitglied der Amtsvertretung Eslohe und Bürgermeister. Er war in zahlreichen Gremien des Landkreistages Nordrhein-Westfalen tätig.

## Sonstiges
Am 16. April 1956 wurde Gabriel das Bundesverdienstkreuz I. Klasse verliehen.